# Frederika Broeksmit
Frederika Broeksmit (* 14. August 1875 in Charlois; † 25. Januar 1945 in Bussum) war eine niederländische impressionistische Malerin, Zeichnerin, Radiererin und Lithografin. Unter dem Pseudonym  Megaleep veröffentlichte sie 1925 eine Gedichtsammlung.

## Leben und Werk
Frederika Broeksmit wurde am 14. August 1875 in Charlois geboren. Ihr Vater war Jacob Broeksmit, ihre Mutter Wilhelmina Maria van Peski. Broeksmit studierte an der Rijksnormaalschool voor Teekenonderwijzers, der Rijksakademie van beeldende kunsten und der Willem de Kooning Academie. Ihre Lehrer waren August Allebé, Carel Lodewijk Dake, Alexander Henri Robert van Maasdijk, Henricus Joannes Melis und Nicolaas van der Waay. Broeksmit war Mitglied mehrerer Künstlervereinigungen, wie der De Onafhankelijken, Arti et Amicitiae und Vereeniging tot Bevordering der Grafische Kunsten 'De Grafische'.
Als Pazifistin gründete sie Si vis Pacem, para Pacem, die sie 1915 auf dem Internationalen Frauenfriedenskongress in Den Haag vertrat.
Frederika Broeksmit starb am 25. Januar 1945 in Bussum.

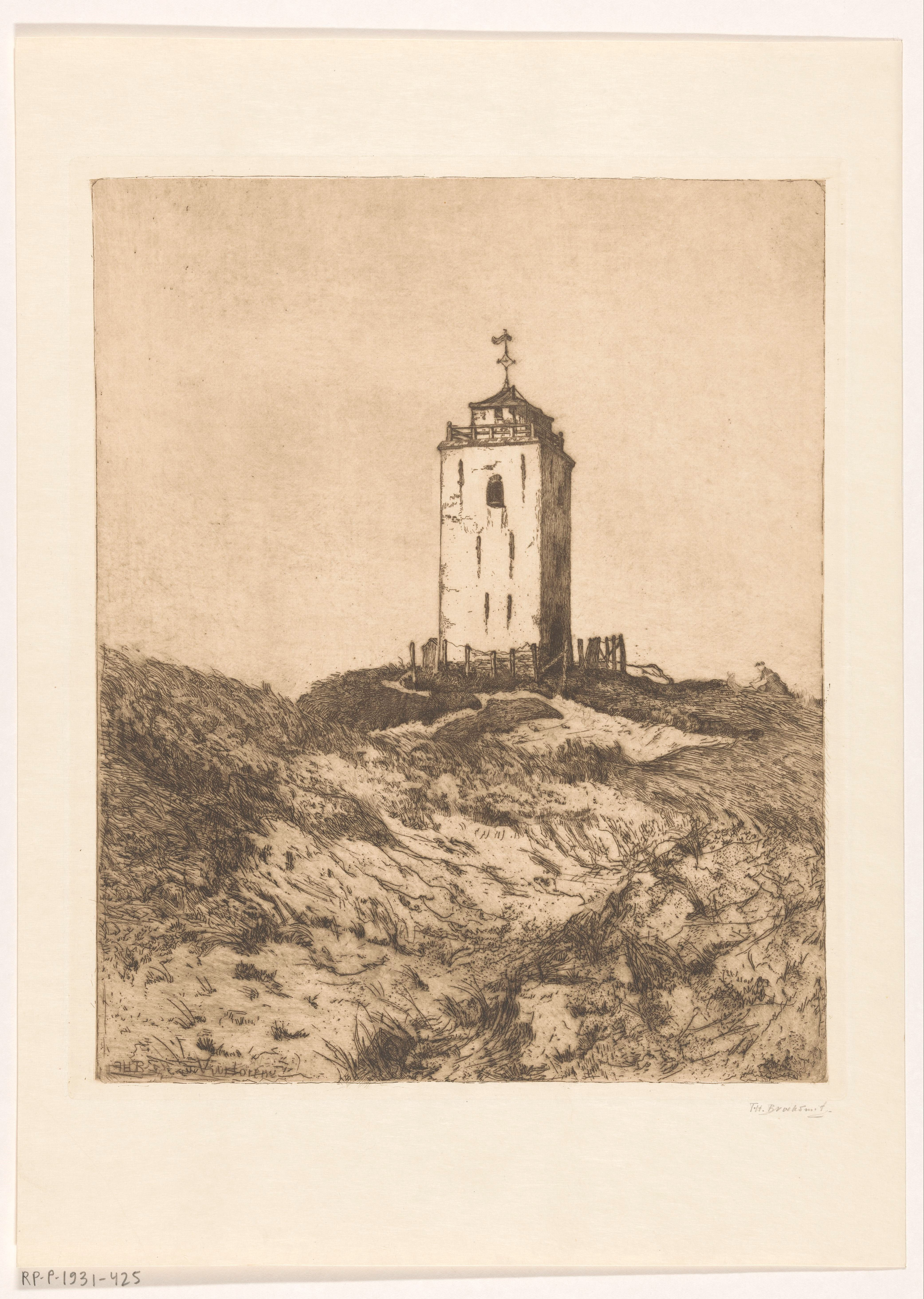
Leuchtfeuer von Katwijk aan Zee
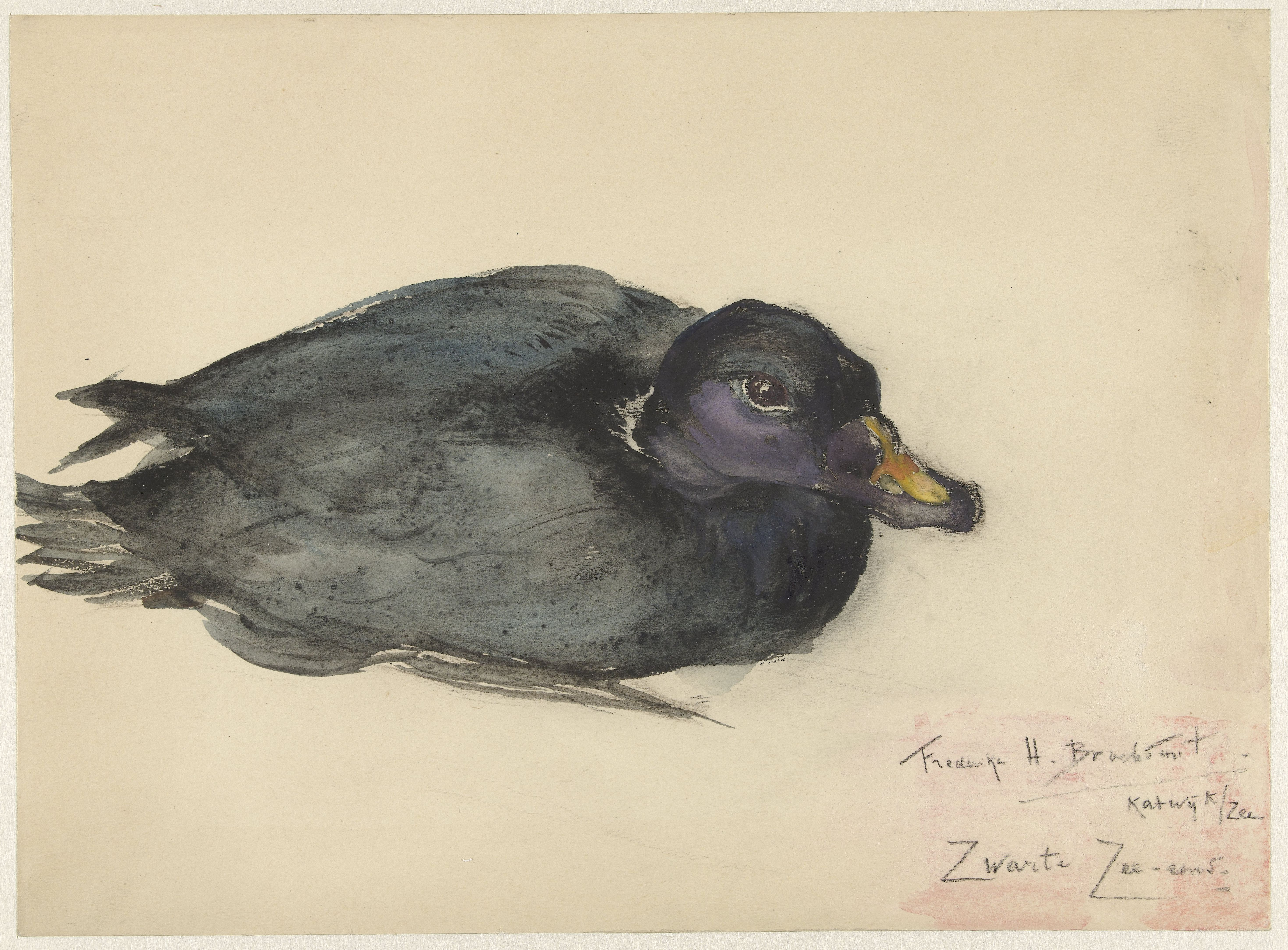
Trauerente
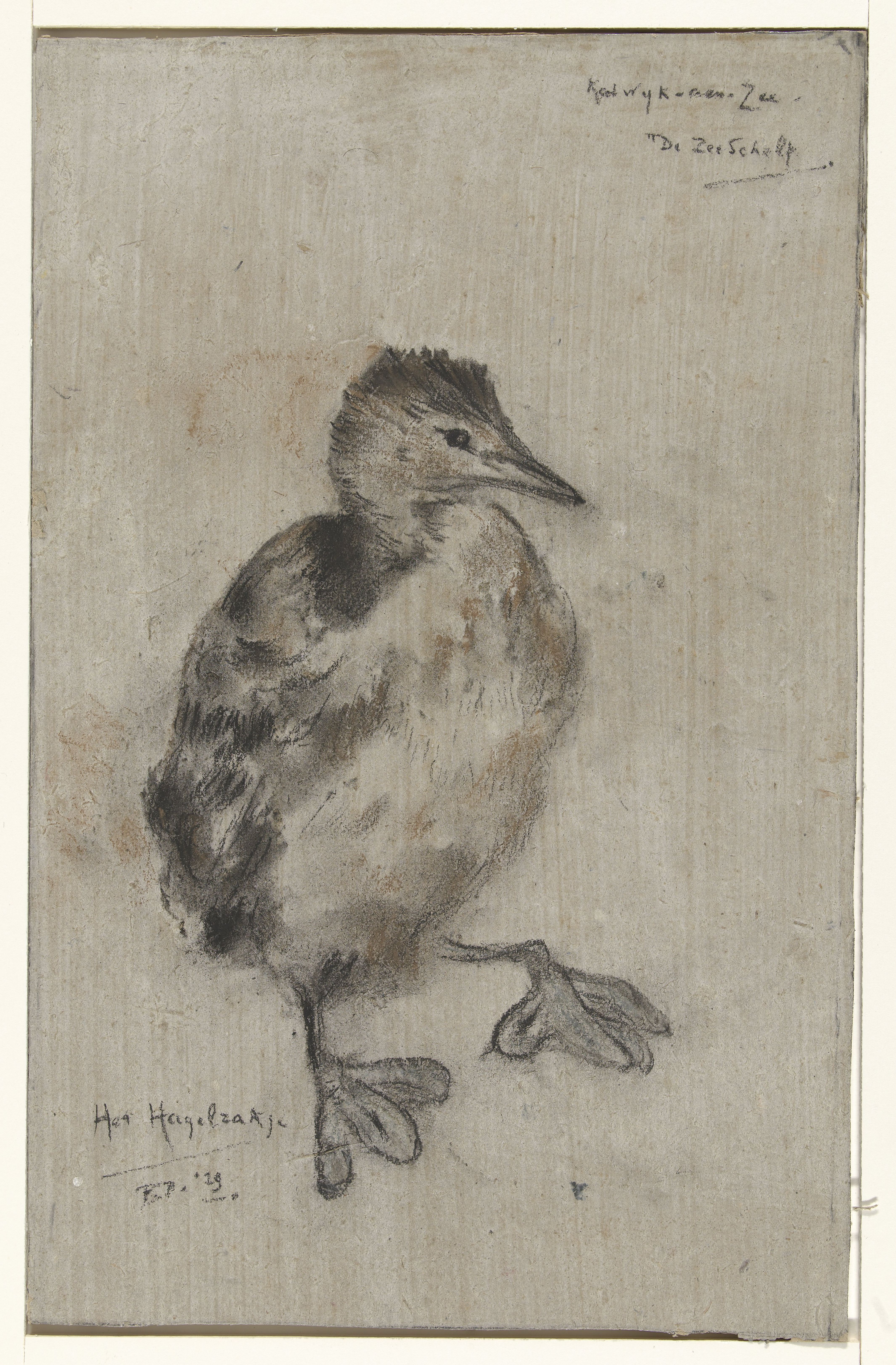
Küken
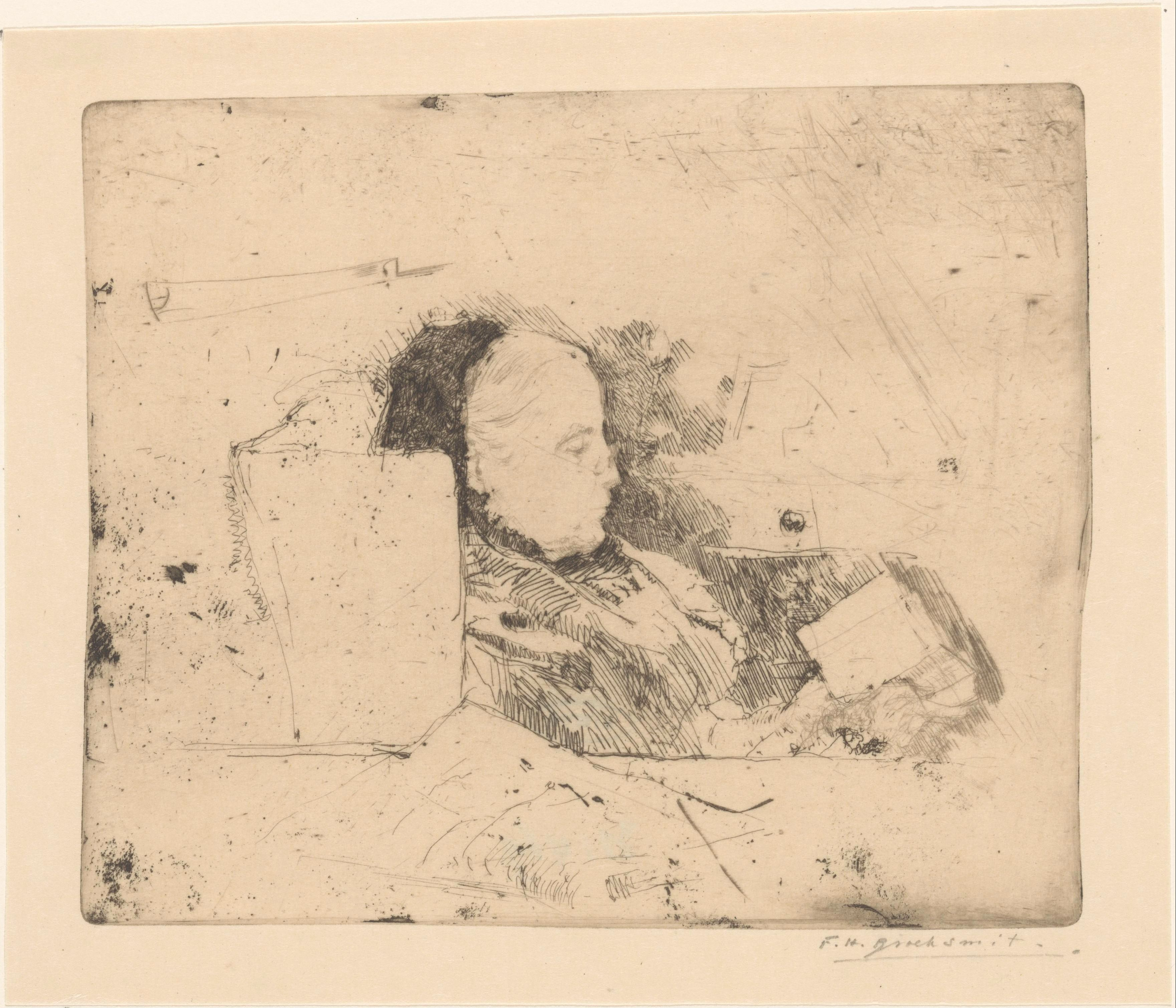
Porträt
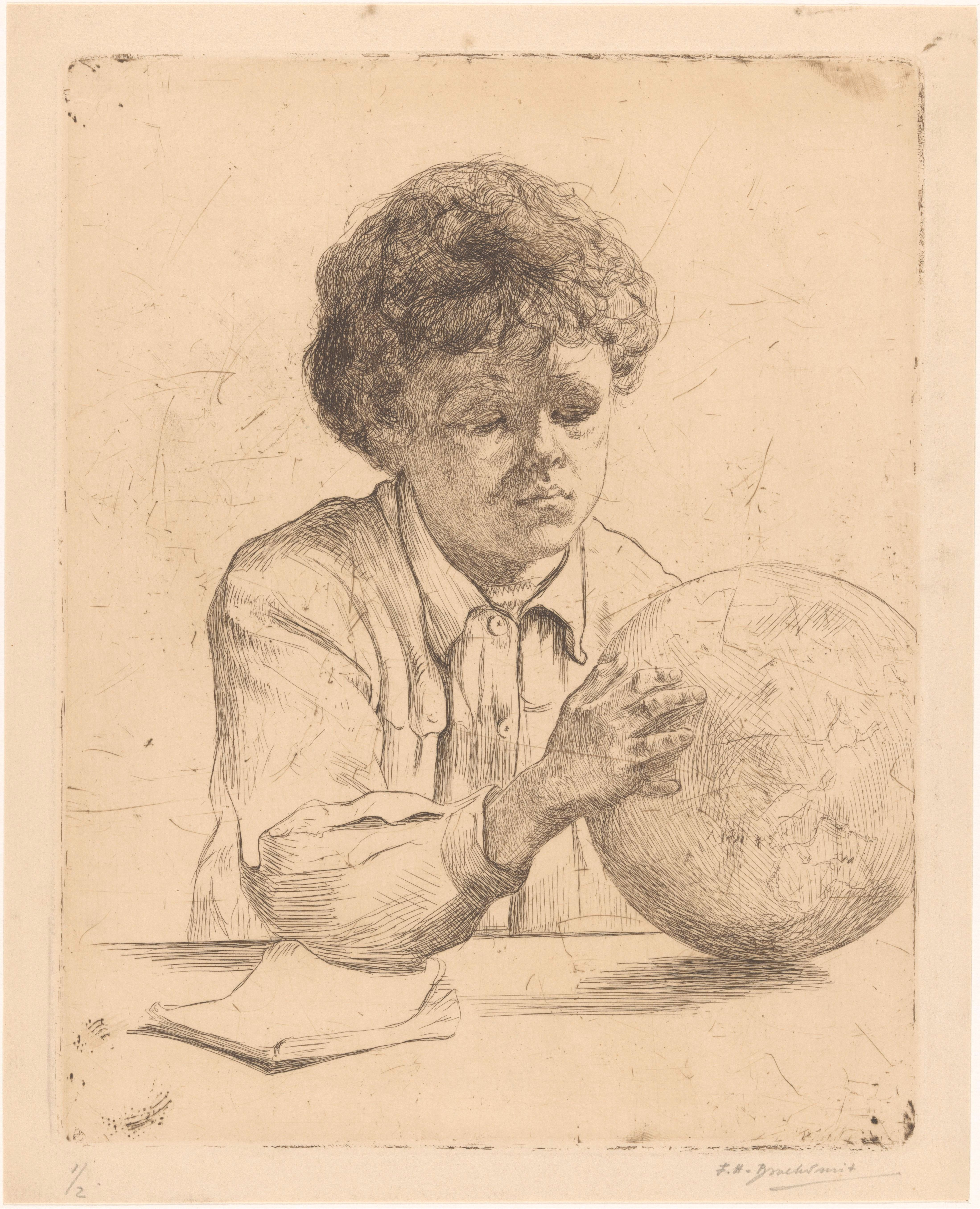
Porträt